# Хомофилија (покрет)
Хомофил и хомофилија су ранији термини за хомосексуалност. Употреба ове речи почела је нестајати са појавом геј ослободилачког покрета крајем шездесетих и почетком седамдесетих година прошлог века, а замењена је новим скупом терминологије која јасније описује идентитет особе попут геј, лезбијка, бисексуалац и трансродна особа.

## Етимологија
Термин хомофилија многима је омиљен јер наглашава љубав ("-philia" на грчком значи љубав), а не секс. Први елемент ове речи, грчки корен речи "homo-" значи "исти"; није повезан са латинском речју која значи "човек". Термин је измислио немачки астролог, аутор и психоаналист Карл Хајмсот у својој докторској дисерацији из 1924. године Hetero- und Homophilie, а често је коришћен педесетих и шездесетих година прошлог века међу хомосексуалним организацијама и објавама; групе овог времена су данас колективно познате као хомофилни покрет.
Црква Енглеске користила је овај израз у одређеним контекстима још од 1991. године - на пример, "хомофилна оријентација" и "сексуално активне хомофилне везе".
На скоро свим језиицима у којим се користе и "хомофилија" и "хомосексуалност", "хомосексуалност" је изабрана као модерни конвенционални неутрални израз. Један изузетак је норвешки, где се десило супротно, "хомофилија" је изабрана као неутралнији конвенционалнији термин за "хомосексуалност".

## Покрет хомофила (1940–1970)
Након успеха на покретима за права хомосексуалаца крајем деветнаестог и почетком двадесетог века, живахне хомосексуалне супкултуре двадесетих и тридесетих година прошлог века постале су тихе јер је рат заробио Европу. Немачка је традиционално била домаћин оваквих покрета (Научно-хуманитарни комитет) и активиста (Магнус Хиршфелд), али је у Нацистичкој Немачкој сва геј литература спаљена, геј организације распуштене и многи геј људи затворени у концентрационе логоре. Швајцарски часопис Der Kreis ("Круг") био је једини хомосексуални издавач у Европи који је објављивао током нацистичког периода. Der Kreis је уређивала Ана Вок, а касније Карл Мајер; група се стално мењала од доминације жене до доминације мушкарца током тридесетих година прошлог века, док је тон часописа истовремено постајао све мање ратоборан.
Након рата, организације су почеле поново да се оснивају, као што је то случај са холандским COC 1946. године. Друге, нове организације почеле су да настају, укључујући Forbundet af 1948 ("Лига 1948"), коју је основао Ексл Ексгил у Данској, са Хелмером Фогедгардом који објављује придружени часопис Vennen ("Пријатељ") од јануара 1949. до 1953. године. Фогедгард је користио псеудоним "Homophilos", тако уводећи концепт "хомофила" у мају 1950. године, несвестан да је та реч била представљена као алтернативни израз неколико месеци раније од стране Јапа ван Ливена, једног од оснивача COC. Реч се ускоро проширила међу члановима искрнснулог послератног покрета који су били срећни што могу истакнути угледну романтичну страну својих веза уместо сексуалне.
Шведски огранак Forbundet af 1948 основан је 1949. године, а норвешки огранак 1950. године. Шведска организација је постала независна под именом Riksförbundet för sexuellt likaberättigande (RFSL, "Федерација за сексуалну једнакост") 1950. године, а предводио ју је Алан Хелман. Исте године у САД, формиран је Mattachine Society, а пратиле су га друге организације попут ONE, Inc. (1952) и Daughters of Bilitis (1955). До 1954. године, продаја часописа ONE достигла је 16.000. Хомофилне организације на другим местима укључују Arcadie (1954) у Француској и Британско друштво за реформу закона за хомосексуалце (основано 1958). Ове групе сматране су политички опрезним, у поређењу са ЛГБТ покретима који су им претходили и следили.
Године 1951. председник и потпредседник холандског COC-а покренуо је Међународни конгрес европских хомофилних група, што је резултирало формирањем Међународног комитета за сексуалну једнакост (ISCE). ICSE је заједно са другим групама окупио Forbundet of 1948 (Скандинавија), Riksförbundet för Sexuellt Likaberättigande (Шведска), Arcadie (Француска), Der Kreis (Швајцарска), и касније ONE (САД). Историчарка Лејла Руп описује је ICSE као класичан пример транснационалног организовања; "Створили су мрежу преко националних граница, неговали су транснационални идентитет хомофила и укључили се у активизам намењен мењању закона и мишљења." Ипак, ISCE није успео да опстане после раних шездесетих због слабог присуства на састанцима, недостатка активних вођа и неуспеха чланова да плате чланарине.
До средине шездесетих, гејеви, лезбијке и трансродни људи у САД формирали су видљивије заједнице, што се огледало у политичким стратегијама хомофилних америчких група. Од шездесетих година, бавили су се убацивањем и демонстрацијом, тако се идетификујући на јавним местима по први пут. Основано 1964. године, Друштво за права појединаца (SIR) из Сан Франциска имало је нову отвореност и демократичнију структуру учешћа. SIR се фокусирао на изградњу заједнице, а спонзорисао је досадне емисије, вечере, лиге куглања, софтбол мечеве, излете, часове уметности, итд. Године 1966, SIR је отворио први национални геј и лезбијски друштвени центар, који је до 1968. године имао је преко 1.000 чланова, што га је чинило највећом хомофилном организацијом у држави. Прва геј књићара на свету отворена је у Њујорку годину раније. У Сан Франциску су 1966. године трансродне уличне проститутке, у сиромашној четврти Тендерлон, протестовале против малтретирања полиције у популарном ресторану. Ове и друге активности јавног отпора на угњетавање водили су до новог покрета.
Године 1963. хомофилне организације у Њујорку, Филаделфији и Вашингтону удружиле су се да би основале Хомофилне организације источне обале (ECHO - "East Coast Homophile Organizations") како би боље координисале своје активности. Успех ECHO инспирисао је друге хомофилне групе широм земље да истраже идеју формирања националне хомофилне групе. Ово је учињено прављењем Северноамеричке конференције хомофилних организација (NACHO - "North American Conference of Homophile Organizations") 1966. године. NACHO је одржавао годишње конференције, помагао оснивању десетина локалних геј група широм земље и издао документе о положају различитих проблема везаних за ЛГБТ. Организовао је националне демонстрације, укључујући и акцију против војне дискриминације маја 1966. године, која је укључивала прву геј поворку аутомобила у земљи. Кроз свој правни одбрамбени фонд, NACHO је оспоравао анти-геј законе и прописе који се крећу од имиграционих питања и војне службе до закона о служењу алкохола хомосексуалцима. NACHO је распуштен након спорне конференције 1970. године, на којој су се сукобили млађи и старији чланови. Часопис Gay Sunshine прогласио је конвенцију "битком која је завршила хомофилски покрет".